# 御殿村
御殿村（みどのむら）は、かつて愛知県北設楽郡に存在した村である。
現在の東栄町南西部に該当する。

## 歴史
- 江戸時代、この地域は三河国設楽郡であり、天領、寺社領などであった。
- 1889年（明治22年）10月1日 - 月村と中設楽村が合併し、御殿村となる。
- 1955年（昭和30年）4月1日 - 本郷町、下川村、御殿村、園村が合併、東栄町となる。

### 現在の地名
- 東栄町大字月
- 東栄町大字中設楽

## 教育
- 御殿村立月小学校（2006年に東栄町立中央小学校、中設楽小学校と統合。現・東栄町立東栄小学校）
- 御殿村立中設楽小学校（2006年に東栄町立中央小学校、月小学校と統合。現・東栄町立東栄小学校）
- 本郷町外3ヶ村組合立東部中学校（現：東栄町立東栄中学校）（本郷町、下川村、御殿村、園村の1町3村にて設立・運営。）

## 神社・仏閣
- 槻神社
- 熊野神社
- 清平寺